# Канбулатово
Канбулатово — деревня в Мелеузовском районе Башкортостана, входит в состав Зирганского сельсовета.
Расположена вблизи правого берега реки Белой напротив села Зирган. К востоку от деревни находится гора Зиргантау.

## История
Одна из старейших деревень Азнаевой тюбы Юрматинской волости.
Основал деревню башкир Канбулат в 1730 году. Его сыновья: Кангилде (1751—1816) с сыном Кулгилде и внуком Кулмухаметом, а также с 1752 г. Табулды с детьми Яныбаем, Алимбаем (его сын Сиригул), с 1767 г. Ишмурат с сыновьями Мухаметкунафием, Мухаметзамилом, Мухамет-хамилом.
По данным V ревизии (1795 г.) в деревне было 11 дворов, где жили 73 человека. Через 64 года в ней оказалось 136 человек в 27 дворах. В 5 семьях отмечены двоеженцы.
Канбулатовцы до 1917 года засевали озимого хлеба 168 пудов, ярового — 464 пудов. На всех жителей приходилось лошадей: 588, рогатого скота: 458, овец: 23, коз: 4 головы. Имели 42 улья.
В 1970-х годах большинство канбулатовцев переселилась в село Зирган и деревню Юмак.
В 1992 году деревня Канбулатово была снята с регистрационного учёта решением президиума районного совета.
Деревня воссоздана в 2013 году. Первоначально предлагалось деревню именовать Камбулатово, однако Комитет по местному самоуправлению и общественным объединениям установил, что «переименование вновь образованного населенного пункта „Камбулатова“, через букву „М“, не соответствует правилам передачи наименований с башкирского языка на русский язык». Поэтому комитетом подготовлена поправка, согласно которой деревня получила название «Канбулатово».

## Население
| 1795 | 1859 | 1992 | 2013 |
| ---- | ---- | ---- | ---- |
| 73   | ↗136 | ↘0   | →0   |

## Сельское хозяйство
Жители занимаются пчеловодством и выращиванием овощей, разведением домашней птицы, мелкого рогатого скота, садоводством.